# Epping Forest

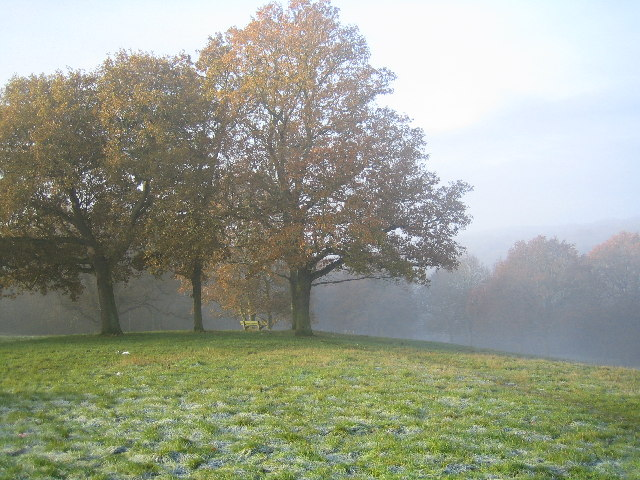
Les v zimě.

Epping Forest je historický les, který se nachází na severovýchodním okraji Londýna, v blízkosti města Epping. Je protáhlého tvaru, táhne se severojižním směrem. Jeho rozloha činí 2400 ha.
Epping Forest je původní královský les a spravuje jej společnost City of London Corporation. Je evidován jako místo zvláštního vědeckého zájmu (Site of Special Scientific Interest). Les je dlouhý ve směru sever-jih 19 km, široký však ve svém nejširším místě maximálně 4 kilometry, většinou však méně. Táhne se po vyvýšené ploše mezi říčkami Lea a Roding. Po staletí se zachoval především proto, že půda, na které roste, nebyla nikdy vhodná k obdělávání. V lese se nachází lovecké sídlo královny Alžběty II., které je historického původu.
V 19. století byl předmětem sporů, zdali má být obehnán zdí jako obora či nikoliv. Vzhledem k špatným zkušenostem místních obyvatel s budováním honiteb byl nakonec přijat zákon (Epping Forest Act), který les otevřel veřejnosti. Slavnostně se tak uskutečnilo v roce 1882 při návštěvě královny Viktorie.
Les zmiňuje také v jedné ze svých písní skupina Genesis; v jejich albu s názvem Selling England by the Pound má jedna z písní název „The Battle of Epping Forest“, která pojednává o bojích místních gangů.